# Axel Johansson (skridskoåkare)
Axel Allan Johansson, född 23 maj 1910 i Karlstad i Sverige, död 20 maj 1983 i Karlstad i Sverige, var en svensk skridskolöpare som tävlade i olympiska vinterspelen 1936 i Garmisch-Partenkirchen.
Han slutade då på 18:e plats i 500-metersloppet, 22:a plats i 10 000-metersloppet, 26:e plats i 5 000-metersloppet och 29:e plats i 1 500-metersloppet.

### Fotnoter
1. ↑  Speed Skating - Men's 5000 m Olympic results
2. ↑  Axel Johanssons profil på Sveriges olympiska kommitté (svenska)